# Brentakanaal
Het Brentakanaal (Naviglio Brenta) in Noord-Italië loopt van Stra naar Fusina, om daar uit te monden in de lagune van Venetië, in de buurt van de stad Venetië. Het is de gekanaliseerde bedding van de Brenta.
Dit deel van de Brenta is ontstaan bij de overstroming van 1152, toen de rivier een nieuwe, kortere route naar de Adriatische Zee koos, via de lagune van Venetië. De nieuwe bedding van de rivier werd in de 16e eeuw gekanaliseerd.
In het westen vormt het Canale Piovego de verbinding met Padua.
Het Canale Piovego en het Brentakanaal vormden samen een belangrijke transportroute tussen Padua en Venetië. In de 18e eeuw bestond al een bootverbinding tussen deze twee steden.

## Riviera del Brenta
De oevers van het Brentakanaal worden Riviera del Brenta genoemd.
Hier staan fraaie villa's - villa veneta - die Venetiaanse aristocratische families in de 16e eeuw tot 18e eeuw als zomerresidentie lieten bouwen. Drie hiervan zijn voor het publiek toegankelijk: Villa Foscari in Malcontenta, Villa Widmann-Foscari in Mira en Villa Pisani in Stra.

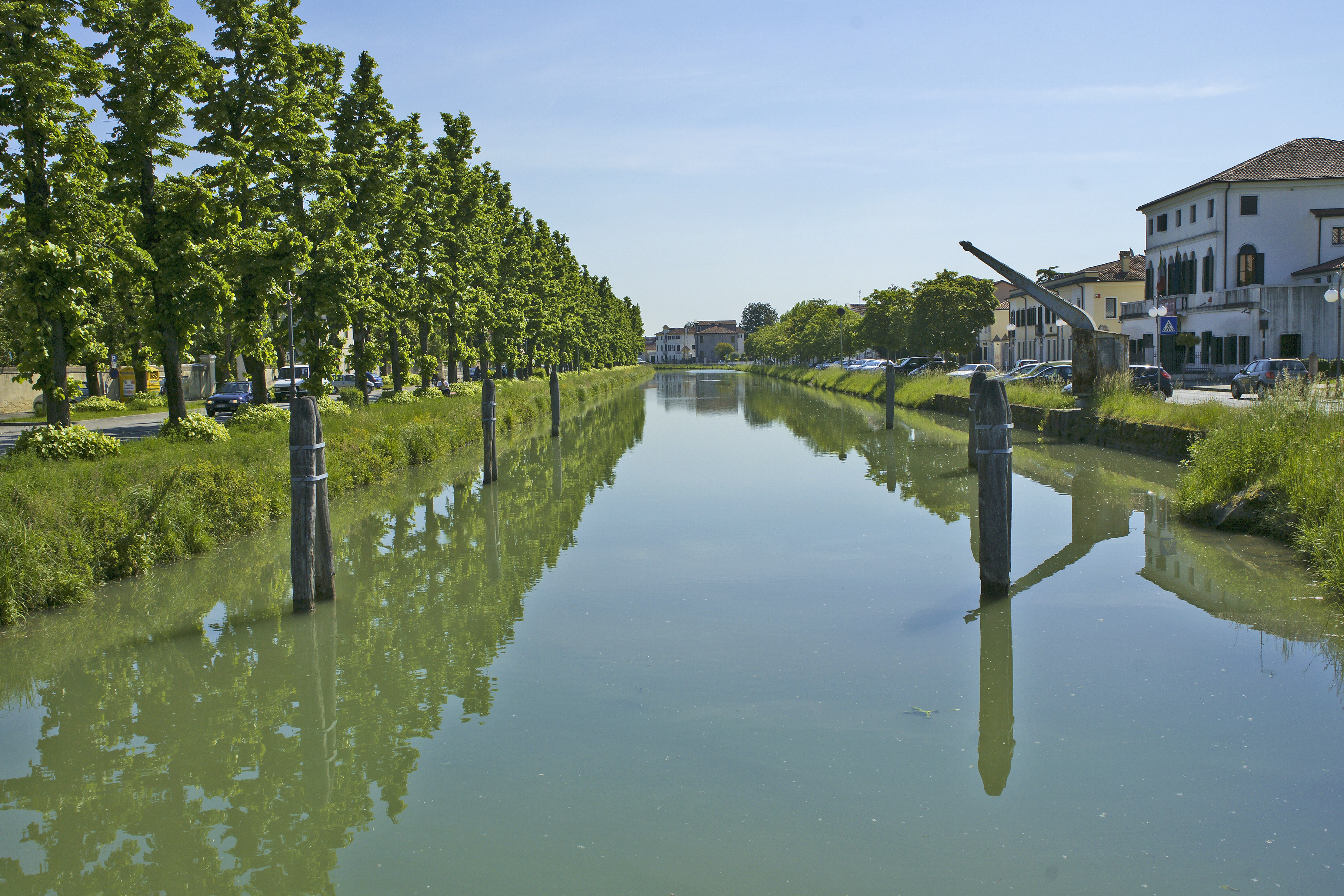
Brentakanaal Mira
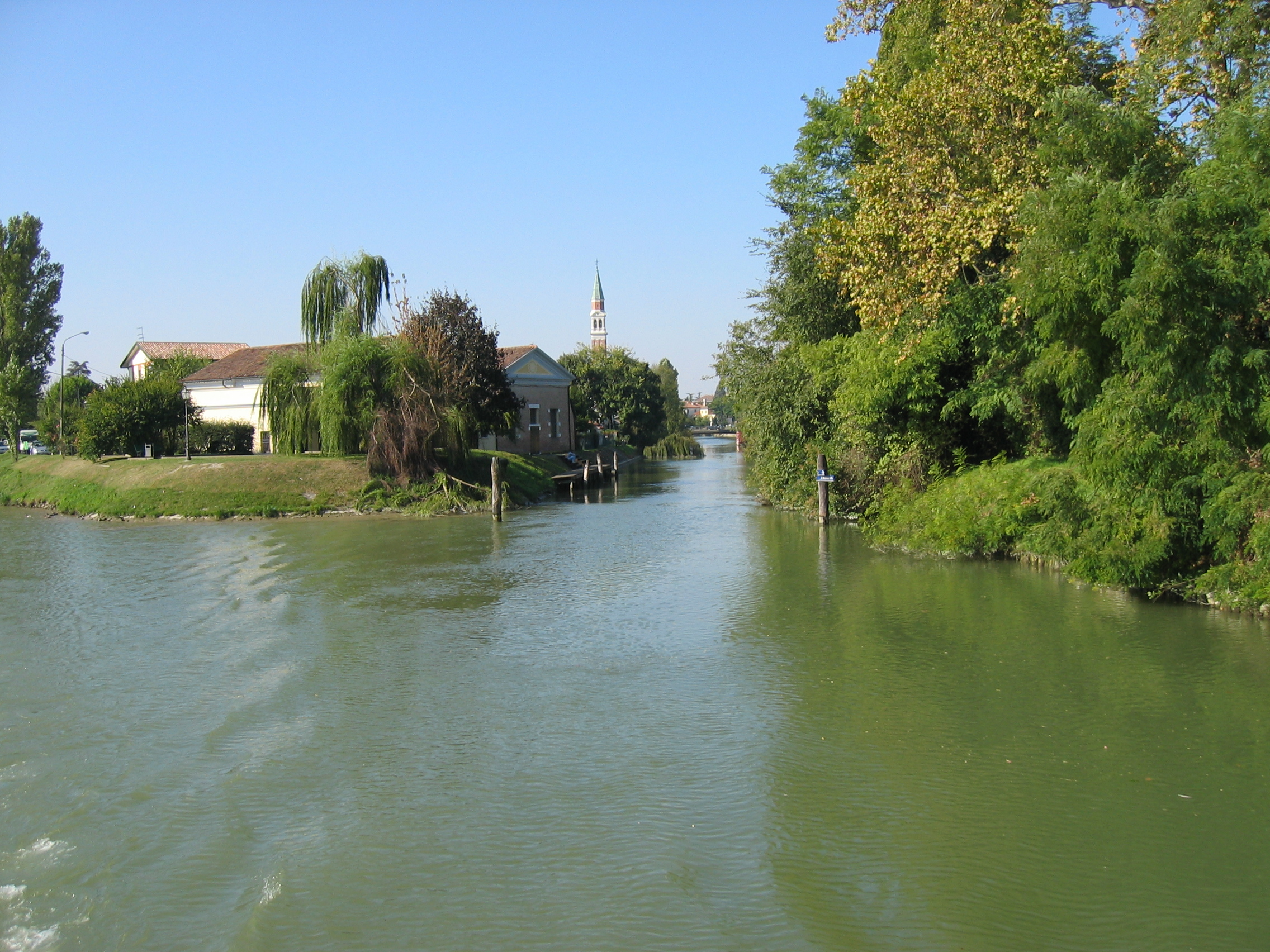
Het kanaal nabij Mira
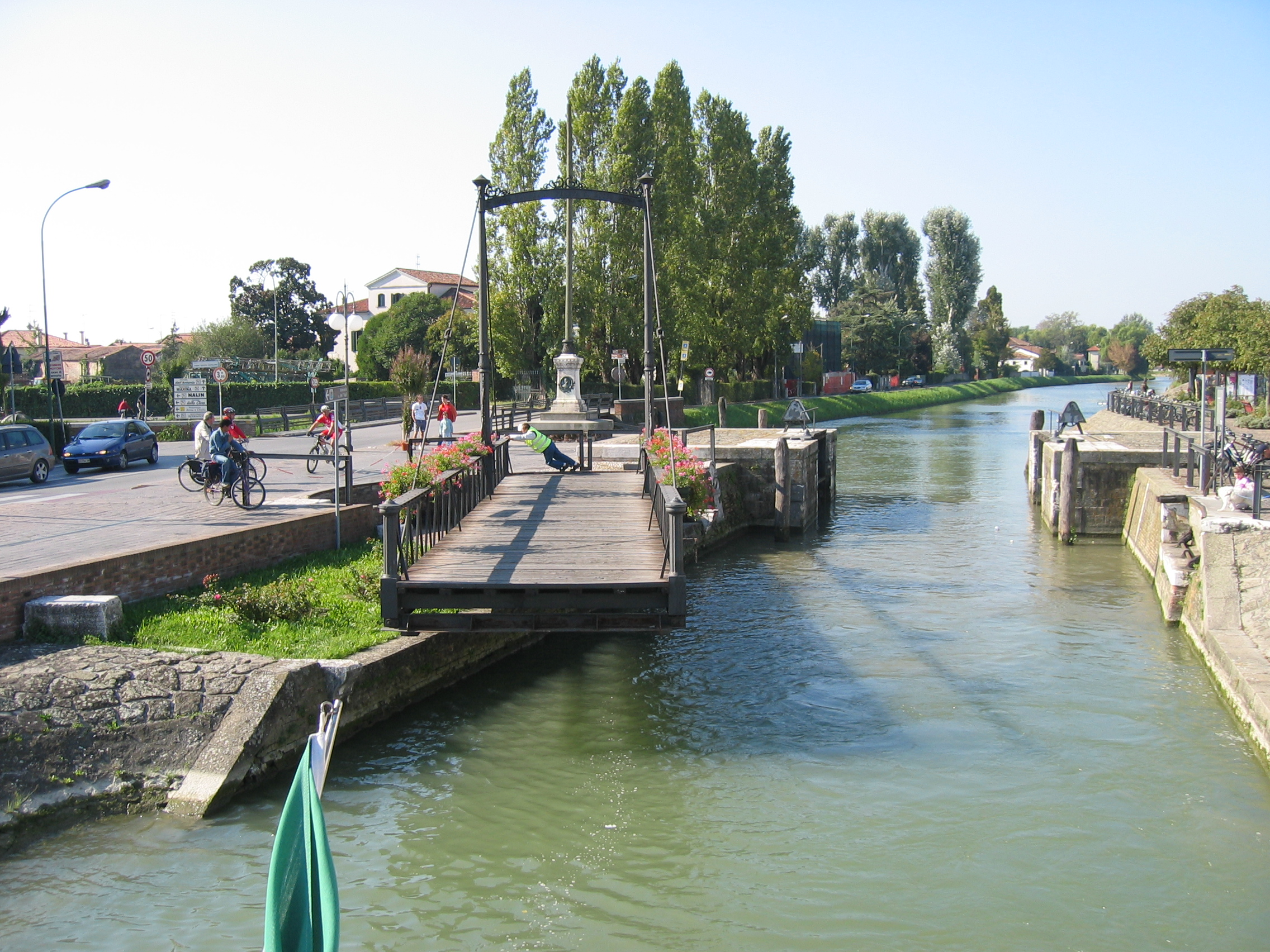
Draaibrug
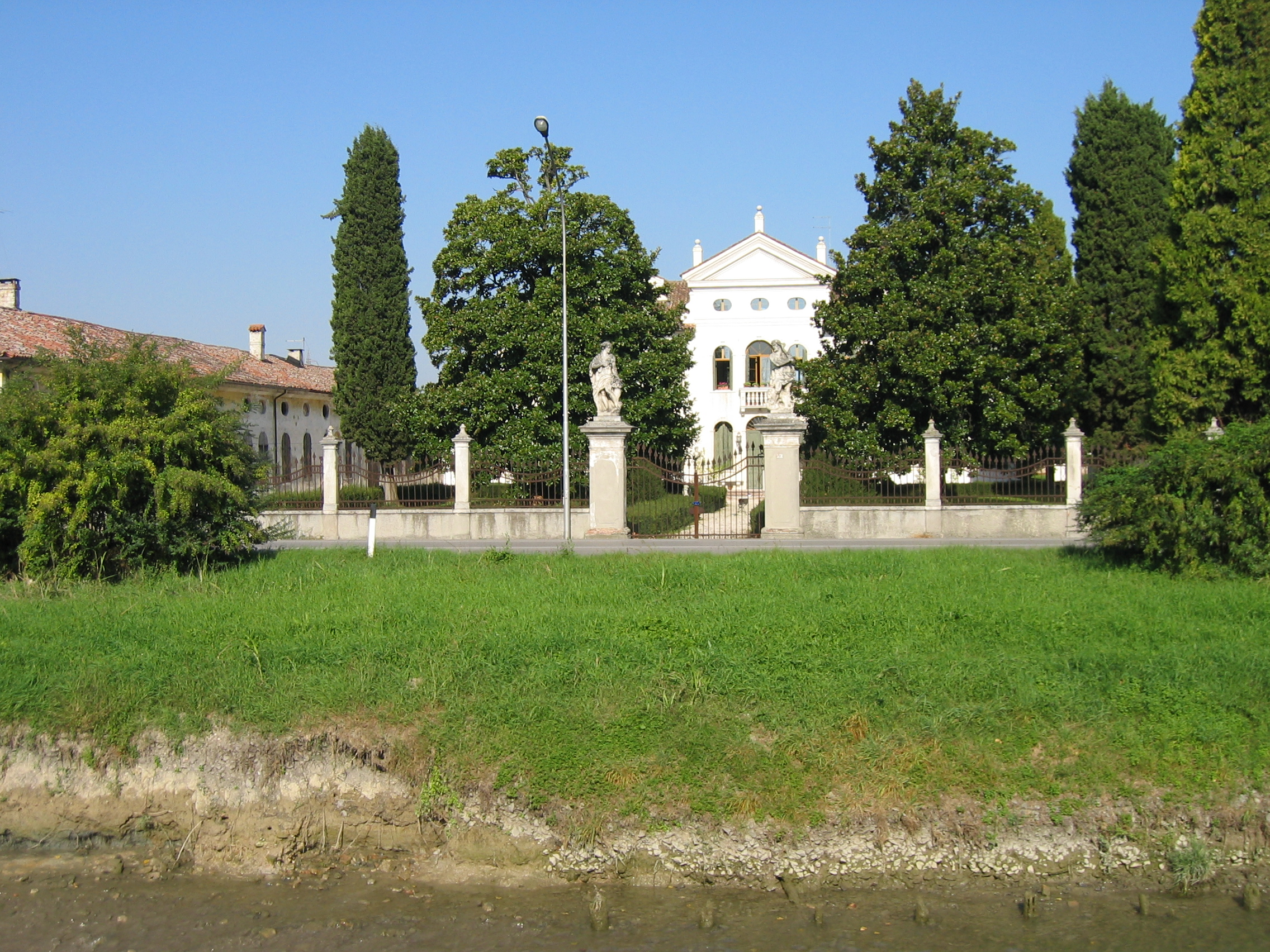
Villa aan het kanaal